# 海安君
海安靖僖君李㟓（1511年—1573年），字不崩。朝鲜中宗李怿次子，母淑仪洪氏。中宗六年六月十五日诞生，1518年册封为海安君。1530年和柳氏结婚。宣祖六年八月初四日薨逝，六十二。谥靖僖。

## 家人
- 晋山郡夫人柳氏（1506-1532）晋山君柳泓（1483-1551）的女儿。柳氏薨逝年，二十七，无子。
- 郡夫人慎氏（1514-1567）신홍유 贊成慎弘猷（1496-15  ）的女儿。
- 侧室宝今

## 儿子
- 西陵君李铦 서릉군 이섬（1537-1620）海安靖僖君李㟓长子，母侧室宝今。逝世，年八十一。
- 西兴君李鹤贞 서흥군 이학정（1549-1608) 海安靖僖君李㟓次子，母侧室宝今。逝世，年五十九。
- 沈氏，沈光彦的女儿。
- 乌川君李鍧 오천군 이굉（1550- ）海安靖僖君李㟓三子，母侧室宝今。
- 乌山君李铉오산군 이현（1551-1601）海安靖僖君李㟓四子，母侧室宝今。逝世，年五十。
- 西川君李锦서천군 이금（1554-1603）海安靖僖君李㟓五子，母侧室宝今。逝世，年四十九。
- 乌江君李鍵 오강군 이건（1560-1648) 海安靖僖君李㟓六子，母侧室宝今。出继大伯福城君。逝世，年八十八。无后。